# Lutz Eigendorf
Lutz Eigendorf (Ciudad de Brandeburgo, Alemania, 16 de julio de 1956 - Brunswick, 7 de marzo de 1983) fue un futbolista alemán que jugaba como mediocampista. Inició su carrera deportiva en el Dinamo de Berlín y llegó a ser internacional con la selección de Alemania Oriental, pero en 1979 huyó del país para refugiarse en Alemania Federal. En su etapa como profesional jugó para el Kaiserslautern (1980-1982) y el Eintracht Braunschweig (1982-1983). Falleció a los 26 años asesinado por envenenamiento.

## Trayectoria

### Alemania Oriental
Eigendorf comenzó a jugar al fútbol con ocho años en las categorías inferiores del BSG Motor Süd, el equipo de su ciudad natal, y tras cumplir los catorce se marchó al juvenil del Dinamo de Berlín, el club de la sociedad deportiva «Dynamo» que estaba ligado al Ministerio de Seguridad de la República Democrática Alemana (RDA). Allí sobresalió como uno de los futbolistas más talentosos del país. A los 18 años debutó con el primer equipo, del que formó parte desde 1974 hasta 1979 con un saldo de siete goles en 100 partidos. Su estilo se adaptaba a las necesidades del plantel: podía jugar tanto de mediocampista como de defensa líbero, razón por la que la prensa llegó a apodarle «el Beckenbauer del Este».
Después de haber pasado por todas las selecciones inferiores de Alemania Oriental desde 1973, debutó con la selección absoluta en agosto de 1978, en un amistoso ante Bulgaria en el que marcó dos goles. En total disputó seis encuentros internacionales por su país.
En la RDA, Eigendorf estudió electrónica y compaginaba el fútbol con un empleo como civil en las oficinas de la Volkspolizei.

### Deserción a Alemania Federal
El 20 de marzo de 1979, Eigendorf había viajado a Alemania Federal con la plantilla del Dinamo de Berlín para disputar un amistoso contra el 1. FC Kaiserslautern. Al día siguiente, mientras el equipo regresaba a Alemania Oriental, el futbolista huyó de la expedición en Gießen y tomó un taxi hasta Kaiserslautern. Allí se refugió unos días en la casa del director general del club, Norbert Thines, con quien negoció un contrato profesional para jugar en la Bundesliga alemana.
La deserción de Eigendorf tuvo impacto internacional: aunque no era el primer deportista que había huido de Alemania Oriental, su salida suponía un duro revés para la reputación del régimen socialista porque el Dinamo de Berlín era el equipo de la Stasi. La Federación de Fútbol de la RDA le sancionó con dos años de suspensión por haber fichado sin permiso del club de origen, algo que por otra parte nunca habría sucedido, pero la FIFA rebajó la sanción a un año y durante ese tiempo Eigendorf estuvo entrenando con el equipo juvenil. A nivel político la Stasi le consideró un traidor y un «fugitivo de la república», desplegó un plan para intentar capturarlo, y puso bajo vigilancia tanto a sus padres como a su esposa, que terminó divorciándose de él para casarse sin saberlo con un espía.
En su paso por el Kaiserslautern, Eigendorf cuajó una buena primera temporada y tuvo problemas disciplinarios en la segunda. En total llegó a disputar 53 partidos oficiales y marcó siete goles. A nivel internacional formó parte del plantel que llegó hasta semifinales de la Copa de la UEFA 1981-82; por motivos de seguridad no era convocado cuando el equipo tenía que viajar a países del Bloque del Este.
En verano de 1982, Eigendorf fue traspasado al Eintracht Braunschweig por más de 400.000 marcos. Aunque se perdió el comienzo de la temporada 1982-83 porque fue operado del tendón de Aquiles, se hizo un hueco en el equipo y llegó a disputar ocho encuentros. A nivel personal aprovechó esta oportunidad para rehacer su vida: se casó con otra mujer y tuvo una hija.

### Muerte
El 5 de marzo de 1983, después del partido entre el Eintracht y el VfL Bochum, Eigendorf fue a un bar de la ciudad y a las once de la noche se marchó hacia casa en su coche, un Alfa Romeo GTV 6. Durante el trayecto perdió el control del vehículo en una curva peligrosa, se salió de la carretera y terminó estrellándose contra un árbol. El futbolista fue trasladado al hospital de Brunswick en estado crítico y falleció dos días después como consecuencia de las heridas.
Lutz Eigendorf fue enterrado el 17 de marzo en el cementerio de Kaiserslautern. Sus padres habían recibido un permiso especial del gobierno de la RDA para asistir al funeral, y lo aprovecharon para quedarse como refugiados en Alemania Federal por miedo a represalias.
Las causas del siniestro nunca quedaron esclarecidas. En un primer momento se apuntó a una posible distracción del conductor y la policía de la RFA descartó que el vehículo hubiese sido saboteado. Sin embargo, el hecho de que estuviese bajo amenaza de la Stasi ha levantado sospechas sobre un posible accidente provocado. En el 2000, el periodista Heribert Schwan dirigió un documental de la WDR sobre Eigendorf en el que, citando datos de los archivos de la Stasi, se desvelaba la presunta implicación de un comando especial contra disidentes que pudo ejecutar un asesinato por encargo. Sobre esa pieza se abrió una investigación que finalmente fue archivada por falta de pruebas en 2004.